# ソードアート・オンライン オルタナティブ ガンゲイル・オンライン
『ソードアート・オンライン オルタナティブ ガンゲイル・オンライン』（Sword Art Online Alternative Gun Gale Online、略称：SAOAGGO）は、時雨沢恵一による日本のライトノベル。イラストは黒星紅白が担当している。電撃文庫（KADOKAWA）より2014年12月から刊行されている。2021年11月時点でシリーズ累計部数は150万部を突破している。
川原礫による『ソードアート・オンライン』（Sword Art Online、略称：SAO）の「ファントム・バレット編」（同作5・6巻に収録）を原案としたスピンオフ作品にあたり、同作に登場するゲーム『ガンゲイル・オンライン』（Gun Gale Online、略称：GGO）を舞台に物語が展開される。

## 概要
銃器マニアでもある時雨沢恵一が『SAO』内のGGOの設定を気に入り、その二次創作の許可を得たのがきっかけで生まれたのが本作である。時雨沢によれば同じレーベルで違う作家が二次創作物を出すというのはおそらく前例がなく、2010年には二次創作の希望を担当編集者に伝えていたというが、実際に着手することになったきっかけはGGOが舞台となるSAOのテレビアニメ第2期『ソードアート・オンラインII』である。この作品に時雨沢が銃器のアドバイザーとして関わった際に改めて関係各所に許可を得て、出版に至ったという。
作中の時間軸は第3回BoBの少し後から始まり、キリトとシノンの共闘を見たガンマニアの小説家が私財を投じてチーム戦の「スクワッド・ジャム」を開催させたという設定である。GGOの有名プレーヤーであるシノンの名前や、本伝の内容と思しき事柄が語られることはあるが、基本的に本伝の登場人物が登場したりすることはなく、完全に独立した話が展開される。『SAO』のユナイタル・リング編では複数の仮想世界が統合される事件が発生しているが、本作の主要人物は事件当日に揃って遠方に外出しており、『SAO』本編には客演しないことが暗示されている。作者は初巻のあとがきにて「ファントム・バレット編まで読んでおくとより楽しめるが、知らなくても楽しめるようにしている」と語っている。

## あらすじ
プロローグ
180センチを超える長身にコンプレックスを持つ女子大生・小比類巻香蓮は、数少ない友人・篠原美優の薦めでVRゲームを始める。長身の美人アバターを嫌う香蓮は、理想の容姿でプレイするため様々なVRゲームを試したところ、荒廃した世界を舞台に銃器で戦うVRMMORPGで、ようやく念願の小柄で可愛らしいアバターを手に入れる。
香蓮はプレイヤー名・レンとして、それまで縁のなかった銃器の世界ガンゲイル・オンライン（GGO）へ足を踏み入れるが、根が真面目な香蓮はコツコツとミッションをこなすうちにGGOの面白さにハマっていき、対人戦では「ピンクの悪魔」と恐れられるほどの凄腕プレイヤーとなる。
スクワッド・ジャム（SJ1）
レンは、GGO内で知り合ってスコードロンを組む女性プレイヤー・ピトフーイからチーム戦イベント「スクワッド・ジャム」（SJ）の開催を教えられ、彼女に言われるがままに参加することになる。ピトフーイから紹介された強面の大男・エムとレンはチーム「LM」を結成し、現役自衛官で構成された強豪チームや、チームワーク抜群のアマゾネスチーム「SHINC」と戦いながら優勝を目指す。
大会ではチーム「LM」と「SHINC」が最後まで生き残り、レンが「SHINC」のリーダーであるエヴァとの死闘に勝利し、チーム「LM」が優勝する。その後、SJ1を経てコンプレックスを吹っ切った香蓮は、ロングだった髪型をショートへと変え、お互いのリアルに気付いた「SHINC」のメンバーとも交流を持つことになり、次のSJでの再戦を誓い合う。
セカンド・スクワッド・ジャム（SJ2）
SJを経て吹っ切れたこともあり、現実で語らえる友達を得た香蓮だったが、ある日見知らぬ男・阿僧祇豪志の接触を受ける。その正体はエムであり、レンがピトフーイをSJで倒さなければ、ピトフーイや豪志自身がリアルで死ぬことになるという話を聞かされる。困惑する香蓮だったが、豪志の説得を受け、ピトフーイとエムが率いる最強チーム「PM4」を倒すべく、助っ人としてALOから呼び寄せた美優のアバター・フカ次郎と共に、チーム「LF」として第2回SJに挑む。
大会が進む中、「LF」と「SHINC」はピトフーイを倒すために共闘することになるが、「SHINC」のメンバーはエムとピトフーイに次々と倒され、フカ次郎も戦闘不能にされる。一人残ったレンは頭を空にしてピトフーイに集中し、エムの軽い裏切りや、復帰したフカ次郎の助力もあり、ピトフーイの喉笛に食らいついて一騎打ちに勝利する。しかし、大会は漁夫の利を狙っていたチーム「T-S」に優勝をさらわれる。
大会後、香蓮は豪志の紹介でピトフーイのリアルである神崎エルザとの対面を果たし、香蓮はその無事な姿に安堵する。
サード・スクワッド・ジャム（SJ3）
現実世界での多忙などが重なり、自然とGGOから距離を置いていた香蓮に、第3回SJ開始の通知が届く。SJ2で果たせなかった「SHINC」との勝負をピトフーイに指摘された香蓮は、レン、ピトフーイ、フカ次郎、エムの最強チーム「LPFM」で新たなSJに挑む。
大会前に提示された特別ルールの詳細が不明の中、徐々に水没していく島状のフィールドで大会は幕を開ける。連合を組んだ各チームが優勝候補チームを集中攻撃する構図となるが、各優勝候補は連合の襲撃を跳ね退けて順当に勝ち残りつつある中、ついに発表される特別ルール。それは生き残った各チームから1名ずつを運営が選出し、彼らを「裏切り者」として新チームを結成させて戦わせるというものであった。
戦いは「裏切り者」チームが占拠する座礁した巨大客船での攻防へと移る。「裏切り者」に入ったピトフーイは生き残ったチームを順調に削ってゆくが、「LPFM」で真に「裏切り者」に選ばれた者はレンだった。ピトフーイは「裏切り者」の裏切り者であり、今度は「裏切り者」チームのメンバーを潰してゆく。レンは「裏切り者」チームのエヴァと新たなチームを組んで、ピトフーイ、フカ次郎、エムと対峙する。巨大客船が水没する中、レンとピトフーイとの一騎打ちが始まり、最期は肉弾戦の泥仕合でレンがピトフーイを倒して最後まで生き残った勝利者となる。
ワン・サマー・デイ
SJ3の約1か月後。SJ歴代上位入賞者たちの元に、GGOを運営する《ザスカー》から新たなるゲームへの招待状が届く。「20260816テストプレイ」と題されたそれは、最新AIで動くNPCに守られた拠点を攻略するという、SJとは全く趣旨の異なるゲームだった。GGOを続けることに迷いを抱いていた香蓮だったが、「SHINC」との再戦の約束を果たすために参加を決意する。
「LPFM」や「SHINC」を含むゲームに参加した全チームは共闘し、7名の強力なNPCの敵が立て籠もる城の攻略にかかる。レンが最後の敵NPCであるジェイコブと対峙し、「なぜ、戦う」と問う彼に対してレンは「楽しいから」と応え、レンによりナイフを刺されたジェイコブは死の恐怖を感じながら息絶え、テストプレイは「LPFM」たちの勝利で終了する。
このテストプレイは戦場に慣れすぎて一般社会へ戻れない兵士の治療行為であり、治療を受けたジェイコブは最後に戦った恐ろしい「小娘」が人工知能によるNPCであると医者から説明を受ける。ジェイコブは戦場に戻りたいという気持ちが失せ、一番重要な場所が家族が待つ日常であると気付く。
フォース・スクワッド・ジャム（SJ4）
3日後に迫った第4回SJ。今度こそ「SHINC」との再戦をと息巻くレンだったが、作戦会議の場に現れた男・ファイヤから突如交際を申し込まれてしまう。レンのリアルを割った上にVRゲームへの無理解と侮蔑を隠そうともせず、挙げ句の果てに交際成立の暁にはVRゲームを辞めさせようとするファイヤに、レンは嫌悪を確かなものとする。が、居合わせたピトフーイによる煽りのせいで、SJ4でファイヤとの交際を賭けて勝負をする羽目になる。
大会当日、過去に因縁ができたシャーリーとクラレンスを条件付きでチームに加え、SJ4に挑む「LPFM」だったが、再び厄介な特別ルールに翻弄されていく。

## 登場人物
※登場登場人物表記はアバター名（ローマ字表記） / 本名の順。

### 主人公チーム
SJ1ではレンとエムが組んで「LM」。SJ2ではレンとフカ次郎で「LF」。SJ3ではレン、ピトフーイ、フカ次郎、エムの4人で「LPFM」とメンバーの頭文字を繋げてチーム名にしている。SJ4以降はさらにシャーリーとクラレンスが加わったが、チーム名は英数字で5文字以内のため「LPFM」のままである。
レン（LLENN） / 小比類巻 香蓮（こひるいまき かれん）
声 - 楠木ともり（アニメ版） / 津田美波（電撃FCI）
本作の主人公。2006年4月20日生まれ。北海道帯広市出身。裕福な家の二男三女の末っ子。2025年春から都内のお嬢様大学に通うため上京し、これに喜んだ両親が、姉夫婦の住む都内に借りてくれた、高級マンションで一人暮らしをしている。髪の右側一部分だけを編み込んでいる。
183cmという高身長が周囲の目を引くモデル体型だが、その高身長がコンプレックスとなっている。幼い頃は天真爛漫で快活であり、運動神経も高かったが、背丈の伸長に伴い不快な経験を積み重ね、無口で内向的に変わってしまった。大学進学後は上記の性格に加え、エスカレーター式名門女子大という環境も災いして友達作りに失敗し、人的交流の少なさに危惧を覚え、現実でのコミュニケーションのリハビリにもなると思い立ち、VRMMOの世界に足を踏み入れ、現実の姿とは正反対な小柄なアバターを求めてGGOに辿り着く。
アバターは身長約145cm、ステータスはAGI（敏捷性）とDEX（器用さ）に振っている。名前は本名のもじりだが、ありがちなので綴りを工夫している。メインアームはP90（通称：ピーちゃん、声 - 楠木ともり）と、つや消しブラックのコンバットナイフ（通称：ナーちゃん、声 - 楠木ともり）。SJ4ではピトフーイから2丁拳銃「ヴォーパル・バニー」(通称：ヴォーちゃん)を貰っている。SJ5では別装備スイッチシステムのためにピトフーイから借りた光剣ムラマサF9を2本装備。ピトフーイと出会う前はVz 61を2丁持ちで使用していた。趣味で銃や迷彩服を全身デザートピンクの砂漠迷彩に染めているが、必要ならば他色の迷彩も着用する。
小柄な体格とAGIを活かした近・中距離を得意とするが、待ち伏せや奇襲で相手を反撃前に壊滅させることも多い。ピトフーイと出会う以前はこの戦法を用いて砂漠地帯でPKを行っていた時期があり、正体不明の凄腕のPKとして噂になった。この段階ですでに中堅相当の実力となり、地の文ではその戦い方を東西冷戦時の東側の暗殺者に例えられている。SJ1直前にエムの指導で戦術面にさらに磨きをかけた。SJ3でも最後まで生き残ったが、自分の強さについて自覚がなく、周りを困惑させている。
美優やエルザと異なりゲームに対する姿勢はライトユーザー寄りでリアルを優先している。また、SAO事件の影響でVRMMOに偏見を持ちがちな身内にはゲームをプレイしていること自体を秘密にしている。
ピトフーイ（Pitohui） / 神崎 エルザ（かんざき エルザ）
声 - 日笠陽子 / 歌 - ReoNa
レンのGGOでの数少ないフレンドで、2人だけのスコードロンを組んでいる。リアルは香蓮や美優も大ファンである人気シンガーソングライターで、自ら所属事務所の代表を務める女社長でもある。楽曲はクラシックモチーフのため男女問わず幅広い世代にファンが多い。しかしライブは大規模施設では殆ど行われないため、座席はプラチナチケットとなっている。ちなみに「神崎エルザ」は芸名で、本名は仲間内にも明かしていない。
外見は小柄な美人だが、その本性は非常にサディスティックかつ暴力的であり、自身に心酔する豪志にすら「頭がおかしい」と言われるほどの異常性の持ち主。現実で犯罪を犯さない程度の常識や社会性は持ち合わせているが、豪志がその異常性の主な捌け口となっている。
「命懸けのゲーム」に執着している。かつてはSAOのベータテスターで、アイテムを巡りキリトと決闘したこともある。だが、SAOの正式サービス開始日に人生を左右する用事が重なり、後日改めてプレイしようとした矢先にSAO事件が起こってしまう。事件発生直後は本物のデスゲームを体感する機会を失ったことで自傷行為に奔り、止めようとした豪志も骨折させるほどに大荒れした。その後は仕事や他のゲームに打ち込むことで収まっていたものの、SAO事件解決後、ゲーム内でPKが行われていたことを知り「命懸けのゲーム」への執着が再発する。更にSJ1にも私用で出られなかったことで鬱憤が爆発し、「敗北したら現実でも死ぬ」と決めた上で自らスポンサーとしてSJ2を開催・出場している。
アバターは両頬にタトゥーを刻んだ長身痩躯のポニーテールの美女。体のラインにフィットしたボディスーツタイプのつなぎ型コンバットスーツを黒系統に染めて着用しており、SJ出場時など本気を出す場面ではヘッドギアや防弾チョッキを重ね着する。RMTで様々な装備を収集・使用しており、決まったプレイスタイルを持たない。しかし、高いSTR（筋力）とどんな装備でも使いこなす技能を持ち、SJ出場時は普段使い銃のひとつであるKTR-09に加え、XD拳銃2丁、M870、ナイフ2本、光剣《ムラマサF9》（SJ3時点で3本を所有）といった大量の武器で武装する。SJ5では武装スイッチ用に新たにMG5を装備していたが装備直後にシャーリーの狙撃を受けて死亡したため、エムが回収・使用した。他にもバズーカやドローンなどの高価かつ珍しいアイテムを入手しては、毎回使い潰している。アバターネームの由来は同名の有毒鳥類が由来。
VRMMOのプレイ環境にも気を使っており、自宅に豪志の分も含めたアイソレーション・タンクを2基設置し、SAO事件が原因で希少品となったナーヴギアでダイブしている。
エム（M） / 阿僧祇 豪志（あそうぎ ごうし）
声 - 興津和幸
第1回SJでのレンのチームメイトとしてピトフーイが紹介した男性プレイヤー。リアルでは身長約175cmの精悍な顔つきをした青年で、初見の香蓮からは「いい体格のイケメン」と評されている。リアルでの一人称は「僕」、GGO内では「俺」。
ピトフーイこと神崎エルザの恋人兼部下兼下僕。元々は肥満体型で自分に自信のない根暗であり、大学時代にエルザに一目惚れしてストーカーとなる。しかし、一連の行為は既にエルザにバレており、別のストーカーに襲われた彼女を助けたことをきっかけに騙されて部屋に連れ込まれ、拘束・暴行・脅迫等々を受けて恋人という名の下僕にされる（本人曰く「悪夢」）。しかしエルザの元で働く内にそんな日々を素晴らしいと感じるようになってしまった。現在の姿はハードスケジュールを送るエルザに強制的に付き合わされたことで自然に痩せ、一緒に歩いていても恥をかかせないようにファッションセンスを磨いた結果である（現在はエルザと共に自室でもエクササイズを行っている）。常識はあるが、基本はエルザの趣味・意向を最優先にしており、例え心中でも最後まで付き合う覚悟を決めている。
アバターは190cmを超える巨漢。エルザの命令で敬語を禁じられている。中・遠距離戦が得意であり、武器はM14EBR、H&K HK45。SJ5では武装スイッチ用に新たにスニペックス・アリゲーターを装備。迷彩服の上から防弾プレートを仕込んだ装備ベストを着用する。防具として8枚連結の盾を所持している。ピトフーイに付き合うべく現実で実銃の射撃訓練を積んでおり、バレットラインなしでの狙撃が可能。また、ストーキングで身に付いたマッピング技術から、SJ参加時はチームの参謀や作戦立案を務めることが多い。アバターネームの由来は彼の性癖そのものであり、レンはピトフーイとの馴れ初めを聞くまでマップのMだと思っていた。
ピトフーイと二人でSJ1の戦闘映像を鑑賞する体裁となっているアニメ版5.5話では、レンを殺して棄権しようとして取り乱した映像が無いのをいいことに「敵チームを撹乱するため」と嘘でごまかしている。
フカ次郎（Fukaziroh） / 篠原 美優（しのはら みゆ）
声 - 赤﨑千夏
香蓮の地元の親友で、実家から道内の大学に通っている。身長は165cm。緩い性格で香蓮を何度も振り回している。社交的で合コンにも積極的に参加するが、一向に彼氏ができないことを嘆いている。リアルでは香蓮を苗字から「コヒー」と呼んでいる。
ALOなど複数のゲームをやり込んでいるヘビーゲーマーで、VRMMOを始めようとしていた香蓮にALOを勧めた。彼女がすぐコンバートしてしまったため一緒にプレイする機会はなかったものの、SJ2で香蓮に助力を頼まれ一時的にGGOにコンバートする。その後はGGOでの装備をレンに預け、必要に応じてALOとGGOを行き来している。コンバートからSJ2までの短期間でGGOを集中的にやりこみ、グレネードランチャーの扱いは正確な曲射を感覚的に行えるほどだが、一方で通常の銃器は至近距離から撃っても命中しないレベルであり、戦闘では火力支援を担当する。
アバターはストレートの金髪と赤みがかった茶色の目を持つ小柄な少女。150cmはあるかという体格だが、雰囲気は“見ると警戒感の湧く悪魔の使い”または“魔女見習い”。髪は簪でお団子状に結い上げ、マルチカムの迷彩シャツに緑の防弾ベストを合わせている。ALOで鍛え上げたステータスがそのまま引き継がれ、敏捷性と器用さ以外はレンを上回る。高い筋力値を活かして六連装グレネードランチャーのMGL-1402丁を使用する（右手に持つ方が「右太」、左手に持つ方が「左子」と呼ぶが区別はそれだけ）。サブアームにS&W M&Pを携帯し、簪は細身の仕込みナイフも兼ねている。残りのストレージは予備弾薬に費やしている。MGL-140は1丁だけでも高額の装備だが、「PM4」と全力で殺し合うにあたりエムが提供した資金で賄っている。
SJ5では同じシノハラつながりとして、ZEMALのシノハラと協力するふりをしてビービーを狙うが失敗。
特徴的なアバターネームは、以前飼っていた犬の名前からそのまま取っている。
シャーリー（Shirley） / 霧島 舞（きりしま まい）
声 - 高野麻里佳
SJ2より参戦。SJ4直前にピトフーイの勧誘を受け、彼女の打倒と予選免除を目当てに「大会中の裏切りを容認する」ことを条件に承諾。以降はピトフーイを付け狙いつつLPFMとして参加している。
KKHCの紅一点として初登場。北海道でネイチャーガイド兼エゾシカ猟専門のハンターをしている24歳。ハンター歴は4年であり、ライフル銃を使用している。GGOはハンター仲間の誘いで射撃訓練のために始めた。現実世界で本物の銃を扱う者としての倫理観から対人戦は仲間共々禁忌として頑なに避けていたが、「遊び」と割り切った仲間たちの誘いを断りきれずに嫌々SJ2に出場する。
アバターは緑髪のグラマーな美女。リアルツリーパターン迷彩を施した狩猟用コートを着用している。武器は現実での愛銃のバリエーションであるR93タクティカル2、狩猟用の剣鉈、XP-100（SJ4より）。アバター名は本名を捩った洒落で中学時代からのニックネーム。職業柄、ライン無し狙撃はお手の物であり、SJ2の後は「弾頭作成スキル」を獲得し、自作した強力な炸裂弾を使用している。また、リアルでの経験からバイク、ロボットホース、スノーモービルの操縦、スキーなど多岐に渡るスキルを有しているが、四輪車の運転だけは苦手。
SJ2では、ワザと仲間たちの足を引っ張ることすら考えていたが、仲間たちをピトフーイの騙し討ちで全滅させられたことで一転、彼女への怒りと殺意が湧き単身で狙撃する。狙撃には成功したものの、即死判定には至らず、更には狙撃を阻止しようとしたレンによって敗退、この一件でGGOを「遊び」と割り切ることとなった。その後はPKへの忌避感がなくなり、狙撃手について独自に研究を重ねるだけでなく、対人戦も繰り返しアバターを強化する。
SJ3では仲間を囮とした単独行動で敵を狩り続け、獲物たるピトフーイとレンの属する「LPFM」を狙い行動していたが、接触前に運悪くクラレンスと遭遇、激闘の末に彼女を下したかに見えたが、「おみやげグレネード」を受けて相討ちとなる。この件以降KKHCの仲間からはGGO内で距離を置かれるが、代わりにクラレンスとコンビを組んで行動するようになる。
SJ4ではピトフーイに2人とも勧誘され、予選免除のために「大会中の裏切りを容認する」条件でLPFMとして出場。拳銃の使用経験がないため「狙撃用拳銃」であるXP-100を持ち込み、DOOM撃破後クラレンスと共に逃亡しピトフーイ狙撃の機を伺っていたが、成り行きでチームに復帰せざるを得ず、またも目的を果たせなかった。
SJ5ではチームメートの居場所がランダムに配置される仕様を利用して、マンハントを繰り返していたが、DOOM（BOKR）のメンバーの一人と協力して、彼が自爆で気を引いているうちにピトフーイの狙撃を成功させる。
クラレンス（Clarence）
声 - 小松未可子
M（男性）型と見紛う宝塚風の容姿をした女性プレイヤー。バイセクシャルを自称している。黒一色で機能性の高い強襲向け戦闘服を着用する。
性格はピトフーイ同様飄々としつつも過激で、卑怯な手段を喜々として用いる。その性格を知るスコードロンの仲間からは敬遠されているが、彼らの弱みを掴んで半ば強引に従えている。
初出場はSJ2。シャーリーと同じ経緯でSJ4以降はLPFMの一員となる。
SJ2でレンにチームを全滅させられ、死んだふりからの騙し討ちを狙うも失敗する。その際、偶然にもメインアームがP90と同じマガジンのAR-57であったことから、なりふり構わぬレンにマガジンを強奪されそうになるも「頬へのキス」を条件に取引へと持ち込むことに成功。提供の直後「MMTM」に撃たれそうになったレンを庇って脱落した。
以来彼女に興味を持ち、SJ3も続けて参加。レンを狙いつつ有力チーム狙いの集団を騙し討ちで内部崩壊させていくが、途中遭遇したシャーリーとの戦闘で事実上の相討ちとなり敗退した。大会後はついていけなくなった仲間たちによりスコードロンから除名され、新たにシャーリーを相方にしてプレイしている。
SJ4ではシャーリー共々「LPFM」にスカウトされる。ピトフーイの暗殺を試みようとするシャーリーに振り回されつつも最終的にはレンと協力。結託チーム「V2HG」のハンヴィーを奪い、取り付けてあったミニガンを乱射して「WNGL」を壊滅させる活躍を見せる。最終的には結託チーム2チーム12人を道連れにして自爆する。
武器は上述のAR-57とFN Five-seveN。SJ5の武装スイッチでの武器はショットガンベレッタM1301タクティカル
銃の扱いは上手いが、乗り物の操縦スキルはない。また、時折披露する知識や英文法が明らかに間違っていることから、周囲からは義務教育を受けていないのではないかと疑われている。

### 主な参加者
SHINC（シンク）
アマゾネスとも呼称される筋肉隆々の大女達で構成されるチーム。ロシア系の銃で装備を揃え、抜群のチームワークで恐れられている。リアルでは香蓮が通う大学の高等部の新体操部所属（チーム名も「新クラ（新体操クラブ）」の略）の女子生徒達であり、当初のプレイ目的は険悪だったチーム仲を深めることだったが、仲が良くなった後もゲーム自体にハマっており皆でプレイを続けている。
SJ1では最終2チームまで誰1人欠けることなく勝ち残り、最後に「LM」の前に立ちはだかる。レンと真っ向勝負の死闘を繰り広げるが、最後はP90を破壊されたことに怒ったレンにエヴァが足と首をナイフで切り裂かれて敗退する。
SJ2ではレアアイテムである対物ライフル（対戦車ライフル）のデグチャレフPTRD1941を引っさげて参戦（この際、SAO本編の登場人物であるシノンの助言を受けている）。レンとの再戦を目指していたものの、彼女とピトフーイの事情を汲んで共闘。「お菓子作戦」を決行してエムの楯の破壊など「PM4」に多大な被害をもたらした。
SJ3ではレンと再戦の約束を取り付けたものの、特別ルールの横槍とフカ次郎のプラズマ弾頭の盛大な誤射により生存メンバー4人中3名が瞬時に蒸発し壊滅。生き残ったターニャもエムに善戦するが敗北してチームは敗退。レンとの再戦は叶わなかった。
SJ4では今度こそ「LPFM」との真剣勝負をと意気込んでいたが、一時的に結託したファイヤの裏切りに遭い、レンの事情を聞かされたこともあって再度共闘した。メンバーの多くが離脱する中、モールでの最終決戦でファイヤの結託チームをすべて撃破した後、レンとエヴァが一騎討ちを行い、敗北する。その後、美優の誘いで訪れたカラオケボックスにてエルザと豪志にもリアルで対面した。
エヴァ（Eva） / 新渡戸 咲（にとべ さき）
声 - 朝井彩加
「SHINC」チームリーダー。新体操クラブの部長で初登場時は高校2年生。最年長だが他のメンバーよりも小柄。
アバターは大柄な厳つい顔をした三つ編みの女性。アバター名よりも「ボス」と呼ばれることのほうが多い。武器はストリージとVSS。
SJ1でレンと一騎打ちで敗れた後、互いのリアルに気づいたことから知己の間柄となり、真剣勝負の再戦を誓い合う。SJ2では再戦を諦めてピトフーイを倒すためにレンと共闘する。SJ3では特別ルールにより「裏切り者」になるが、チームに潜り込んでいたピトフーイに仲間を次々に潰され、唯一残ったレンと合流してチームを組む。2人でピトフーイたちを相手に戦い抜き、自身はフカ次郎と相打ちとなりながらもチーム優勝に繋げた。SJ4ではファイヤの裏切りに振り回された末、ついに念願のレンとの一騎打ちを果たすが敗れる。
アンナ（Anna） / 安中 萌（あんなか もえ）
声 - M・A・O
初登場時は高校1年生。長髪を1つにまとめた、おとなしい少女。
アバターはサングラスをかけた金髪セミロングの女性だが、ハリウッド女優みたいで格好いいという理由で恐縮している。幼い頃から両親のボルダリングに付き合わされており、スキル無しでも高い登攀能力をもつ。SJ5では囮作戦によりリーダー。武器はドラグノフ狙撃銃。
トーマ（Toma） / ミラナ・シドロワ
声 - 森永千才
初登場時は高校1年生。ロシア出身の金髪ウェーブの少女。両親が貿易商であることから、小さい頃から日本とロシアを行き来していた。
アバターは黒髪に長身の女性。狙撃スキルはチーム1であり、デグチャレフの砲手も担当する。また、母国で車好きの父親に自動車の運転を教わったことがあり、GGO内での運転役も担当する。武器はアンナと同じくドラグノフ。
ソフィー（Sophie） / 藤澤 カナ（ふじさわ カナ）
声 - 内山夕実
咲と幼なじみで初登場時は高校2年生。セミロングの勝ち気そうな少女。新体操部の副部長。
アバターは茶髪で低身長かつ横に広く、ドワーフのような女性。武器はPKM。SJ2からはデグチャレフPTRD1941対戦車ライフルを持つために他の銃や弾を持てなくなっている。5ODでは新たにグレネードランチャー GM-94を装備している。SJ5では武装スイッチルールの恩恵もあり、PKMを持つことができたが、MMTMのラックスの狙撃が運悪く頭に直撃して最初に死亡、PTRD1941がSJ5で火を噴くことはなかった。
ローザ（Roza） / 野口 詩織（のぐち しおり）
声 - 種﨑敦美
初登場時は高校2年生。和風なボブカットの少女。
アバターはがっしりした赤色短髪の肝っ玉母さんみたいな女性。武器はソフィーと同じくPKM。SJ4では拳銃必須ルールに伴い、ストリージも装備。チームメンバーの弾薬や替え銃身の運搬も担当する。
ターニャ（Tanya） / 楠 リサ（くすのき リサ）
声 - 白石晴香
初登場時は高校1年生。短髪の少女。一人称は「ボク」。
アバターはベリーショートの銀髪の女性で、一人称を「オレ」に変えているがたまに「ボク」と間違える。チーム1の敏捷力を活かしポイントマンを務める。武器はPP-19 Bizonとストリージ。

ZEMAL（全日本マシンガンラバーズ）
マシンガンを愛するマシンガン馬鹿の集う、マシンガンのみ使用のチーム。服装はバラバラだったがSJ3から統一された。副武装もなくマシンガンのみの単調な戦法のため個々の実力は低く、過去のBoBでも予選落ちしている。全日本なのは北海道と沖縄在住のプレイヤーがいるというだけである。しかしそのマシンガン愛は本物で、「OB（オープンボルト）」という合言葉や「マシンガンの神様」を崇拝するなど、勝敗よりもとにかくマシンガンが撃てればいいというチームである。他チームが共闘を持ちかけてきた際にも、マシンガン愛がないというだけで交渉の余地無く殲滅している。
SJ3まではビービーを除く男5人のチームだったが、SJ4の直前にビービーが加わりフルメンバーとなる。また、SJ4の拳銃必須ルールに伴い全員がSIG SAUER M17を装備している。
SJ1ではLMと最初に遭遇し攻撃を仕掛けるも、すぐ近くまで接近していたプロチームに気づけずあえなく全滅させられる。
SJ2ではその高い火力を武器にして終盤まで生き残るものの、近くの壁の上に潜んでいたT-Sに全滅させられる。
SJ3では幸運にも初期位置に恵まれ、更にホームセンターの廃墟を発見したことでショッピングカートを利用した即席の移動式銃座を制作。テクニカルめいたこの銃座により特別ルール発動まで生き残ることに成功する。だが、特別ルールで敵に回ったトムトムを倒したことで満足してしまい、楽しく同士討ちを開始。そのまま自滅し敗退する。
SJ4ではビービーを加えたフルメンバーで出場し、彼女の優れた指揮によって優勝するが、あまり撃ちまくれなかったことに不満をこぼしていた。
SJ5では武装スイッチのルールに従いビービー以外の5人で協力してM2HB-QCBを分解して持っていた。序盤にシノハラとトムトムが敗退するものの残りの3人でM2HB-QCBを使用することは問題なかった。（2人は替えの銃身と弾薬の担当であったため。）
ヒューイ（Heuy）
声 - 伊丸岡篤
M240B使い。SJ3までの登録上のリーダー。茶髪をオールバックにしたマッチョなアバター。武装スイッチ後はM2HB-QCBの射手も担当。
ピーター（Peter）
声 - 木島隆一
ネゲヴ使い。鼻にテープを貼った小柄なアバター。使っている銃の口径が小さいためバックアップに回ることも多い。
トムトム（Tomtom）
声 - 浜添伸也
FN・MAG使い。頭に緑のバンダナを巻いた男性アバター。GGO内にいる他の「トム」さんと被らないようにするためこのキャラネームになった。
SJ3では「裏切り者」に指定されたため、ピトフーイの指示の元、船の防衛を行っていたが、元チームメイトのシノハラのM60E3の銃弾を受けて敗退する。
SJ5では登録上リーダーとなり、ビービーの指示のもとエリアの隅で待ち伏せをしていたが、1時間経過後のフィールド崩壊に巻き込まれ敗退。
マックス（Max）
声 - 内匠靖明
ミニミ使い。5ODではミニミがMk46にバージョンアップした。黒人男性のアバター。
シノハラ（Shinohara） / 志乃原 修哉（しのはら しゅうや）
声 - 川田紳司
M60E3使い。現実世界では20代で、静岡県伊東市にて塾講師をしているイケメン。生徒や同僚への受けも良く異性から好意を寄せられるが、GGOにのめり込み過ぎて女性に見向きもしない鈍感な人物。自宅ではM60E3のエアガンを肌身離さず、ベッドにまで持ち込む筋金入りである。
ビービー
RPD使い。ショートバレル加工と二脚を取り外し、軽量化している。SJ4から加入したメンバーでチームの紅一点。狩りの途中で出会ったZEMALに「マシンガンの女神」と祭り上げられ、チームに加わる。普段はALOをメインにプレイしており、フカ次郎とも知己で彼女を何度もPKしたことから仲が悪い。ALOでのアバターは大柄なサラマンダー。
SJ5の武装スイッチ後の武器は狙撃銃としても使える短機関銃L86A2 LSW。
MMTM（メメント・モリ）
ナイフを咥えたドクロをエンブレムとする、ゲームとしてのGGOをやり込んだヘビーゲーマー集団。チームワークを重視している。特に室内戦闘（CQC）を得意とするが、ギリースーツを用いた奇襲白兵戦などもこなす。メンバー全員、GGO内でも高価で高性能な欧州製の銃で統一され、アダプターを使用してまで、メンバー内で同一弾薬のマガジンを使えるようにしている。
SJ1ではホーバークラフト4機で「LM」と水上戦となるが、エムの楯と繰り出されたラインなし狙撃で乗り手が為す術無くヘッドショットされ、操舵手もホバークラフトが横転した際に、湖に投げ出され溺死。他の3人もエムの狙撃により死亡。残りはエムの投げたデカネードによって、空を飛んだホバークラフトから落ちてレンの掃射により全滅した。
SJ2では籠城する「PM4」をハンヴィー3台で包囲し、得意の室内戦闘で追い詰めるも、ピトフーイの光剣を用いた奇襲によってチームは壊滅。残ったハンヴィーは「LF」と「PM4」のカーチェイスに利用された。
SJ3では客船に乗り込むまで生き残ったが、ピトフーイの策に嵌まり生存メンバー4人とも感電死させられ敗退した。
SJ4では中盤にLPFMと遭遇しドッグファイトを繰り広げるが、デヴィッドとケンタ以外の4名が脱落させられる。残りの2人はモールの最終決戦でピトフーイ、フカ次郎と相打ちになり敗退。チームも6位に終わる。
SJ5ではZEMALと共闘し、LPFMとSHINCの連合軍をたたくため様々な策を擁するも、SJ5の特別ルールであるゴーストによってかく乱され全滅する。
デヴィッド（David） / 本間 大輝（ほんま だいき）
声 - 間島淳司
第3回BoB本戦出場経験もあるチームリーダー。現実世界では30代半ばの独身で、千葉県成田市にて宅配便の配達員として働いている。
STM-556用の40ミリグレネードランチャーとロングバレル、サブアームにステアーM9Aを使用。SJ3以降では密かに光剣《ノサダN2》も携行。SJ4では拳銃必須ルールに伴い、ベレッタAPXを2丁装備している。GGO歴は長く、かつてピトフーイと同じスコードロンにいた過去があり、彼女の異常性を知っている。その上で好意を抱いたが振られている。
SJ2では彼女からダビドと呼ばれるのを極度に嫌い、敵視していたが、ピトフーイによってジェイクとともに光剣でメザシにされる形で屈辱的な敗退を喫する。SJ3では同じ方法で仕返しすべく密かに光剣を猛練習したうえで参戦したが、作戦のためバッテリーを消費させられた状態で一騎討ちをすることになり、最後には武器をすべて失い素手で彼女に殴りかかったものの、予備の光剣二刀流という隠し球を残していたピトフーイに輪切りにされる。SJ4では中盤でチームが壊滅状態に追いやれるが、デヴィッドは生き残ったケンタとともに終盤まで雌伏を決め込む。モールでの最終決戦にも参加し、WEEIのベラルトやLPFMのシャーリーにとどめを刺すなど漁夫の利を狙う作戦をとっていた。最後はピトフーイと相打ちになり、敗退する。
SJ5ではZEMALと共闘、自分よりも適切な指示ができて、かつ自身の強さも優れているビービーに色目を向け、いいところを見せようとしたが、SJ5のゴーストの集団に妨害され、最期はフカ次郎のプラズマ・グレネードで敗退。武装スイッチにはRPG-7を選択していた。
チームリーダーとしては優秀だが出会い厨である。
ジェイク（Jake）
声 - 村田太志
MMTMのサブリーダー。アサルトライフル主体のチームの中で唯一のマシンガンHK21使い。細身の男性アバターではあるが、筋力値は高い。
SJ5では登録上リーダーとなる。
ボルド（Bold）
声 - 小柳良寛
アサルトライフルARX160使い。ドレッドヘアの男性アバター。
サモン（Summon）
声 - 山本格（GGO）→丹沢晃之（GGOII）
アサルトライフルSCAR-L使い。大柄な男性アバターではあるが、チームの中では新参者かつ最弱である。
ラックス（Lax）
声 - 水中雅章
SJ1、SJ2ではアサルトライフルG36Kを使っていたが、SJ3、SJ4ではライフルMSG90に装備を変更したがSJ4のドッグファイトで大破。5ODでは新たに20式5.56mm小銃を使用。SJ5ではリアルマネーを費やして自動狙撃銃FD338を購入。
サングラスを装備した男性アバターでチーム一のガンマニア。SJ1でエムのラインなし狙撃を受けた後で、最初にそのからくりに気がついた。
SJ5では舞台となった城の鐘楼で上述のFD338が猛威を振るいLPFMとSHINCの連合軍を苦しめるが、シャーリーの狙撃で敗退。その後、ゴーストになって復活するも、自身に恨みを持つゴーストに集団で襲われ再度敗退することになる。
ケンタ（Kenta）
声 - 市川蒼
アサルトライフルG36K使い。SJ4では拳銃必須ルールに伴い、ベレッタ APXを3丁装備している。小柄な男性アバターでチーム一の俊足を誇る。アバター名の由来は某ファーストフードチェーン店より。
SJ4ではトライクでの高速移動中にフカ次郎のバレットラインを利用した攻撃に惑わされて、ラックスと衝突。瀕死にまで追い込まれるが生き残る。その後は同じく生き残ったリーダーのデヴィッドとともに雌伏を決め込み、最終決戦のモールでのバトルに参加。フカ次郎の自爆攻撃により敗退する。

T-S
SJ2より参加した未来兵士風のチーム。全身を覆うプロテクターが特徴で、メンバーの体にはシャチのエンブレムと1〜6までの番号が振ってある。外見に合わせて普段は光学銃、SJでも未来的な外見の実弾銃を使用している。エルビン以外のメンバーはマシンガナーがGR9、他4名がステアーAUGやSAR21を使用、SJ4ではグレネードランチャーM320を3丁装備している。アニメでは作画コストの観点から全員がH&K XM8を使っている。
外見相応の高い防御力を持ち、9mm拳銃弾程度なら至近距離でも弾く。更には空いた腕に防弾プレートを装備しており、構え時には心臓をしっかりとガードする。一方で重装備故に移動速度は遅い。個々の実力・チームの総合力ともにさほどではないが、SJ2、SJ3の活躍を経てテストプレイへ招待される。
SJ2では人数合わせの敗者復活戦に勝利して本戦に出場し、ゲーム上の不具合を利用して最後まで逃げ切り、ピトフーイを倒し疲弊していた「LF」に奇襲をかけ漁夫の利を掠め取る形で優勝する。そのため興を削がれた他のプレイヤーからは白眼視されるようになり、街の中ではプロテクターを装備しての活動がしづらくなっている。
SJ3では他のシード枠と共に強豪チームとして真っ先に狙われることを大会開始直前に知り、高層ビルの上層に逃げ込み籠城しようとしたものの、これが仇となって周囲を海に囲まれ身動きがとれなくなる。特別ルール発動により「裏切り者」となったエルビンがピトフーイに仲間の救助を要請したものの、彼女の裏切りにより、残されたメンバーは客船の衝突により海に落とされ、ピトフーイに詰め寄ったエルビンも光剣で頭を貫かれ全滅させられた。
SJ4でも隠れてやり過ごそうとしたが、ファイヤ率いる結託チームから逃げていた「LPFM」と「SHINC」に巻き込まれ、共に行動する途中に「ZEMAL」が仕掛けていた罠で全滅する。
SJ5ではチームそのものが分断され、個々が別々の場所で敗退。最後に残った1人はZEMALのマシンガン攻撃に耐えられなくなり降参。
エルビン
声 - 古屋亜南
SJ3で「裏切り者」に選ばれた通し番号2のH&K XM8使い。テストプレイやSJ4でもチームを代表して他チームとの交渉などを行っている。

### その他のチーム
Narrow
声 - 野瀬育二（Nobu）、手塚ヒロミチ（Saika）、相馬康一（Dashin）、村上裕哉（Nagama）、佐原誠（Hidehide）
LMが付けた仮称は「プロチーム」で、正式名称はアニメが初出。SJ1のみの出場。メンバーはNobu、Yasu、Dashin、Nagama、Hidehide、Saikaの6人。
FN FALを使用する、迷彩服とヘルメットにバラクラバで揃えた6人（スナイパーはM24）。その正体は航空自衛隊百里基地所属の自衛官で、上官を通じた菊岡誠二郎によりGGOの軍事有用性の調査のために派遣されていた。そのため元より優勝するつもりはなく、当初より頃合いを見計らって棄権することになっていた。
その卓越した戦闘能力の前に相対した一般のプレイヤーは次々と殲滅されていったが、本物の戦闘訓練を積んでいたがゆえにレンの奇襲を受けた際に現実とゲームの違いに対応できず瞬く間に前衛4人が全滅。生存したスナイパーとリーダーはレンを狙撃できる状況にあったものの、この時点で彼女の人外の素早さを見て「参考にはならない」と結論し、訓練終了として大会から棄権した。
PM4
声 - 前田弘喜（Alphon）、野瀬育二（Borno）、西谷修一（Clint）、村上裕哉（Dominic）
SJ2のみの出場。ピトフーイがSJ2出場にあたり補充要員として雇った凄腕の4人。服装は4人とも統一されており、顔はゴーグルとマスクで隠されている。名前はアニメ版のクレジットより。
武器の種類はそれぞれ異なり、MG3（マシンガン）、グロック21（拳銃）、KSG（ショットガン）、M110BA（狙撃銃）を扱う。
ピトフーイの思惑については何も聞かされておらず、契約として割り切り彼女とエムに従っていたが、スナイパーはエムと「SHINC」の狙撃対決の巻き添えを喰らい死亡、残り3人はシャーリーに撃たれて瀕死状態に陥ったピトフーイを気遣うエムに共感し、足止めのため「MMTM」に特攻し散った。
KKHC（北の国ハンターズクラブ）
声 - 相馬康一、伊達忠智、野川雅史、佐原誠
現実の猟師で構成されたスコードロン「北の国ハンターズクラブ」のメンバーで構成されたチーム。シャーリーが所属。職業柄、メンバー全員がライン無し狙撃を可能とするスナイパーで構成されている。
シャーリー同様、現実世界で本物の銃を扱う者としての対人戦を禁忌としていたが、SJ2では「遊び」と割り切って出場、予選の相手が光剣使いオンリーであったためにあっさりと通過を果たす。本戦でもある程度の戦果を上げていったが、ピトフーイに共闘を持ちかけ断られただけでなく、不戦協定も反故にされて背後から撃たれ、シャーリーを残し壊滅する。
SJ3では前回の惨状を受けてすっかりやる気を無くしていたが、リベンジに燃えるシャーリーによって半ば強引に出場させられる。囮として隠れ潜む消極的な戦いの末、シャーリーの敗退と共に残っていたメンバーは全員棄権した。
RGB（レイガンボーイズ）
SJ1より参戦。敢えて武装を光学銃で統一している6名。
光学銃オンリーである点さえ除けばアサルトライフル3名、マシンガン1名、狙撃銃1名と常識的なチーム編成となっている。
SJ1では参加者リストに名前があったものの出番なし。SJ2ではフカ次郎の間接射撃に、SJ3では光学銃の弱点を突いた「SHINC」の狙撃に敗退する。SJ4では光学銃であることが幸いして特別ルールで出現したエネミーを難なく退治し、その戦功に目をつけたファイヤに与する。
TOMS
SJ3より参加。特別ルール発動まで生き残ったものの、「裏切り者」になったコール含め早い段階で脱落した。
コール
声 - 沢城千春
AGI特化型のプレイヤー。武器はMP7A1。SJ3では「裏切り者チーム」に入りながらもTOMSの仲間を手引きするつもりだったが、その前に死亡し失敗した。
SJ4では仲間を「ZEMAL」に倒され独り逃亡を図るも、「MMTM」が仕掛けていた罠にかかり爆死した。

DOOM
SJ4より参戦。6人ともアバター前面にのみプロテクターを集中させた奇怪な風貌をしている。
戦法は高性能爆薬を詰めたバックパックを背負い、正面からの銃撃を防ぎつつ接近して敵を巻き添えに自爆するというもの。他の武器は一切所持していない。
リアルでは私立中学の3年生たちによるゲーム同好会”どーも！電脳異世界へ！”の仲間同士。チーム名も破滅ではなく同好会の名前に因む。他のVRMMOをやり込んでからGGOにコンバートしてきた。銃の腕は素人だが、そんな自分たちがどこまでやれるか挑戦するためSJ4に出場した。
特殊な攻撃手段で敵チームの意表を突き、予選では1人の犠牲で敵全員を倒した。本選ではフィールドで見つけたバイクと以前レーシングゲームで身につけたドライブテクニックを以てLPFMに突撃していくが、猛スピードで突っ込んできたレンによる光剣攻撃で攻勢を崩され全滅した。
SJ5にも参戦し、チーム名から戦術がバレバレなのを恐れ、チーム名を「BOKR」（名前の由来は「僕ら」）に変更。爆薬の量もSJ4の時より増えており、要所要所で自爆を行い、参加者を困惑させる。メンバーの一人はシャーリーと協力し、城に入る直前のLPFMとSHINCの意識を誘導することに成功、そのすきにシャーリーがピトフーイを狙撃することに成功する。メンバーの最後の一人はZEMALが全滅し、レンとSHINCの3人が優勝をかけて最後の戦いをする直前に乱入、エヴァにかばわれたレン以外の3人を道連れに自爆する。
WEEI
SJ4に参戦。6人ともジャージ姿で覆面とサングラスを装備している。拳銃必須ルールに対応するため、ファイヤ以外のメンバーは拳銃以外の武器を装備していない。リアルはファイヤの会社の社員、あるいは友人のみで構成されたチームであり、報酬ではなくファイヤの恋路を応援するために参加している。
ファイヤ / 西山田 炎（にしやまだ ふぁいや）
香蓮が父親の付き添いで参加した財界人の交流パーティーで知り合った若手実業家。30代ながら身長150センチほどの小太り体型で、珍しい名前も含めてコンプレックスに感じている。
身長にコンプレックスを持つ者同士会話が弾み、出会った翌日に香蓮の父親を介して結婚前提の交際を申し込むが、困惑した香蓮にすげなく断られる。しかし、彼女がレンとしてGGOをプレイしていることを突き止めて自らダイブして押しかけ、交際の可否をSJ4の勝敗で決めることになる。
しかし、ゲームとはいえ戦うことを好まなかったため、自分は武装せず指揮にまわり、協力してくれた知人や他のチームと結託してLPFMを追い詰めていく。最終的に賭けには勝利するが、GGOで喜々としてエネミーを狩る荒々しいレンの姿に怖じ気づき、後日香蓮とリアルで会った際に自ら交際の件を白紙にした。
ベラルト
XP-100使い。WEEIの先鋒としてLPFMとエヴァの前に立ちふさがる。同じXP-100を持つシャーリーとの撃ち合いの最中、背後に潜んでいたデヴィッドのナイフによって仕留められる。
ペネビア
エムに匹敵するほどの大男のアバターで、武器は2丁のグロック18C。拳銃が弾切れになると得意の格闘技でエムを苦しめたが、エムが隠し持っていた手榴弾の爆発を至近距離で受け敗退。
ロン
ルガーMk3（サイレンサー付き）使い。小柄のアバターでペネビアの銃弾補填の役割も兼ねていた。曲芸じみた動きでピトフーイを翻弄するが、光剣で返り討ちにあう。
ワルサーカンプピストル使い
アバター名は不明だが、ファイヤの会社の従業員。ピトフーイやエムをも超えるレベルの耐久力を持ち、シャーリーの狙撃やレンの二丁拳銃を多数受けても倒れないほど。ヴォーパル・バニーが弾切れになったレンを仕留めようとモール内で入手した金属バットで襲いかかるが、エヴァによってとどめを刺される。
デザートイーグル使い
アバター名は不明。エムを倒した後でピトフーイと戦う。モールで入手した水入りの大型ボトルを光剣で斬らせることにより水蒸気爆発を起こしダメージを与えるも、水を逆に利用した彼女によって水入りボトルを口に突っ込まれ窒息死する。

V2HG
SJ4に参戦。宇宙兵士のようなプロテクターと覆面とサングラスが特徴。SJ4の前にファイヤと契約して結託チームに参加。L129A1使いをリーダーに、ミニガン使いのグラント、H&K HK433使いのヨハン、その他はM79 グレネードランチャー使い、H&K MG5使い、H&K HK433使い。
凄腕の傭兵チームでハンヴィーの操縦技術と連携プレーが得意。中でもグラントの持っていたミニガンは猛威を振るい、LPFMとSHINCとT-Sの連携チームをも苦しめた。
グラントはシャーリーの狙撃で、ヨハンはクラレンスの色仕掛けで敗退。これにより「LPFM」にミニガンとハンヴィーを1台奪われることになる。リーダーもミニガンにより敗退し、ハンヴィーを3台とも失うが残りの3人は生き残る。最後は「WEEI」が棄権した頃にモールの近くまでやってきたところを「ZEMAL」に全滅させられ、準優勝となった。
WNGL（ロング・ランサーズ）
SJ4に参戦。毒々しい迷彩服と覆面とサングラスが特徴。SJ4の前にファイヤと契約して結託チームに参加。メンバー全員が狙撃兵という特徴があり、スポッターと連携することなく単独でかつ移動しながらでも狙撃をできることが入隊の条件。ピトフーイからは存在を認知されており、長い槍兵（LONG LANCERS）ではなく間違った槍兵（WRONG LANCERS）がチームの由来。M110A使い、M98B使い、RPR使いがそれぞれ一人ずつ、SPR Mk12使いが二人、リーダーの装備は不明。
シャーリーの運転するハンヴィーに轢かれて2人退場、残りの4人はクラレンスがグラントから奪ったミニガンによって敗退。結果結託チームで最初の脱落チームとなったが、狙撃ではどのチームにも負けなかった。
PORL
SJ4に参戦。灰色の迷彩服で、全員がRPG-7を装備している。SJ4開始後にファイヤ率いる結託チームに参加。「RGB」とともにレンたちを苦しめたが、クラレンスの自爆攻撃で全滅した。
SATOH
SJ4に参戦。砂漠迷彩のアバターで、全員がM27 IAR使い。SJ4では拳銃必須ルールによりM45A1 CQBPを装備している。SJ4開始後にファイヤ率いる結託チームに参加。WEEIの前座としてモールで「LPFM」、「SHINC」の連合チームと戦ったが一人を仕留めただけであえなく全滅した。

### テストプレイ参加者
ジェイコブ（Jacob）
声 - 斧アツシ
テストプレイで防衛側の兵士を務める男性。武器はM4A1。
実際はNPCではなく、メディキュボイドでダイブしている人間。現実世界では元軍人だったが、退役後も戦場の刺激を忘れられず、民間軍事会社に就職して戦場に戻っていた。そんな危険な生き方を止めようとした妻（リザ）の依頼によってテストプレイに参加させられ、仮想世界での「死」を経験したことで戦いへの忌避感を自覚、平穏な日常に戻ることを選んだ。
ロイ（Roy）
声 - 間宮康弘
ジェイコブの仲間。武器は同じくM4A1。
現実世界では軍時代からのジェイコブの仲間。兵士になる前は俳優だったが、作戦中の誤射によって手指を一部失っている。
ドク（Doc）
声 - 加藤将之
ジェイコブの仲間の軍医。武器はMCX。
現実世界ではジェイコブのセラピーを担当していた医師で、テストプレイの筋書きを考えた張本人。
ロック（Rock）、ケイン（Cain）、ウォッカ（Vodka）、ハッサン（Hassan）
声 - 沖野晃司（ロック）
ジェイコブの仲間達。現実世界ではジェイコブより前にメディキュボイドを用いて精神治療を受けた元兵士達。
使用武器はGM6（ロック）、グレネードランチャー付きF90（ケイン）、PKP（ウォッカ）、SCAR-H（ハッサン）、RPG-7（ロック・ハッサンがそれぞれ運用）。

### その他の人物
銃が出てくる作品ばかり書いている小説家
声 - 時雨沢恵一
第1、3、4、5回のスクワッド・ジャムの主催者兼スポンサー。第3回BoBでのキリトとシノンのタッグプレイに感銘を受けて運営にチーム制バトルロワイヤルの開催を打診した。
銃器マニアの小説家であり、年齢は50代。神奈川県在住。主催者という立場から現実での顔は公表しているが、アバターは秘匿している。SJ1の優勝商品が自身の書く小説だったため、SJ参加者から多大なブーイングがあった。
SJ2の主催はピトフーイに奪われてしまうが、勝手にSJ1の戦闘映像を使用したMADを制作してGGO運営の怒りを買ったことが原因である示唆がアニメ版5.5話でされている。SJ3以降は大会を盛り上げるため「特別ルール」を設けているが、そのことごとくが参加者の都合を無視したものであるため、レンを含む一部の参加者からの評価は芳しくない。
基本的にプレイヤーとして本編に登場することはなく、SJでの彼の奮闘は巻末に収録される短編にて描かれている。
武器はSIG SG550 Sniper。
佐藤麗（さとう れい）
声 - 日笠陽子
ライブハウスを運営する会社の社長。長い茶髪の身長170cmほどの豊満な体つきをした30〜40代の女性。
無名だった頃のエルザの歌に惚れ込み自分のライブハウスで歌わせ、彼女の人気の火付け役となった。それ以来親交が続いており、SJ2後のエルザのシークレットライブに香蓮と美優を招待した際には、2人の驚く様子を見たいエルザの頼みで「ピトフーイのリアル」を装った。
小野田亜衣（おのだ あい）
SJ4終了後に登場した少女。東京在住の不登校の中学三年生女子。乗馬体験の為、舞の勤務先の1つである観光牧場を訪れた。
本人の語るゲームプレイスタイルやSJ5での発言より、彼女が「クラレンスのリアル」であることが示唆されている。

## 用語解説
スクワッド・ジャム
通称「SJ」。複数のプレイヤーにより編成された分隊（スクワッド）単位で行われるサバイバル戦。第3回BoBにおいて共闘した優勝者（キリトとシノン）を見たとあるGGOプレイヤーが、GGOを運営する「ザスカー」に「BoBのチーム戦をやってほしい」と提案したことから、2026年2月1日に第1回大会が開催されることになった。第1回はそのプレイヤーがスポンサーを務めた小規模なものだったが、それが盛況だったことから第2回以降は規模が拡大されて出場チームが増えたほか、賞品も豪華なレアアイテムになった。参加者の集合場所はBoBと異なり酒場となっており、作中における試合の模様は参加者だけでなく、酒場にいる観戦者たちの視点からも描かれている。酒場では、SJ中に使用された銃弾の数で賭けも行われている様子。
基本ルールは以下の通り。また、大会を重ねるごとにルールの改定や特別ルールの採用が行われる場合もある。
- 分隊は2 - 6人で編成され、大会用フィールドには同一地点に転送される。味方間での同士討ちでも、通常通りダメージは発生する。同一チーム間のみ、通信機能が使用可能。リーダーが死亡した場合、次の序列のプレイヤーにリーダー権が移譲される。途中棄権の権利を持つのはリーダーのみで、分隊が全滅した時点で脱落となる。分隊の名称は英数字5文字まで。
- 参加者には、大会開始直前に位置情報を知るための「サテライト・スキャン端末」とHP回復用の「治療キット」3本が配布される。サテライト・スキャンで端末に表示されるチームの位置情報は、スキャン時点でリーダー権を持つプレイヤーのもののみを基準にしている。また、スキャンの頻度はBoBの15分おきから10分おきに変更されている。
- BoB同様、死亡したプレイヤーのアバターは「破壊不能オブジェクト」としてその場に残る。ただし、死亡して10分が経過すると酒場へ蘇生状態で転送される。通常プレイ時とは違いアイテムドロップは発生しないが、装備の耐久値消耗による全損は通常通り。
- スキャン端末は銃弾が透過する特殊な仕様となる（初回大会のみ破壊不能オブジェクト扱いだったため、端末が一種の防御アイテムと化してしまうことが問題視され、前述の仕様となった）。
- 参加チームが多い場合は本戦前日に予選が行われる。形式はチームごとの1VS1で、エントリー数によっては敗者復活戦がある（SJ2以降）。
- 前回のベスト4チームのリーダーが所属するチームは予選を免除され、優先的に本選に出場できる（SJ2以降）。
- ルールに明記されてはいないが、バランスを考えてベスト4チームはフィールドの4隅に配置される（SJ2以降）。
- 複数のチームが組んで共闘する「チーミング行為」は特に禁止されていない。
- SJにおいては、光学銃による攻撃は防弾ガラスを透過する。

SJ3特別ルール
- 時間経過と共に外周からフィールドが水没を始め、最終的に島は水没する。フィールド中央はUNKOWNエリアとなっており、下記のBTRYの選出と共に開示・侵入可能となる。
- 残存チームが6 - 8程度になった時点で一度戦闘が中断。運営により各チームから1名ずつ「裏切り者」が選出され、チーム「BTRY（ビトレイヤーズ）」に強制的に再編成される。
- 選出されたBTRYメンバーは現在位置からUNKOWNエリアに配置されている豪華客船へ飛行機械で輸送され、水没から避難してくる他チームを戦場から迎撃する形となる。

SJ4特別ルール
- 同じ場所に5分以上留まるとエネミーが出現し、これを実弾銃で倒すと際限なく追加出現する。ナイフや光剣、光学銃など実弾銃以外の手段で倒した場合は追加出現は止まる。
- 30分おきに残弾が全回復する。
- 拳銃しか使用できないエリアが設けられている。そのため、参加者のストレージは拳銃の分だけ特別に拡張されている。

SJ5特別ルール
- 武装スイッチを導入。普段使いとは別装備のセットを味方に持たせ、接触することで武装一式をスイッチできる。対応する味方が死亡した場合は持たせていた武装も使用不可になる。
- 転送がチーム単位ではなくプレイヤー個人単位になり、大会開始と同時に全チームが分断される。
- 一定時間経過後、フィールド中央の城以外の場所は外周から崩落する。
- 死亡後待機所に送られたプレイヤーは、条件を満たした場合、生存プレイヤーに対する攻撃含む物理的干渉・音声によるコミュニケーションができない「ゴースト」としてフィールドに戻ることが可能。

20260816テストプレイ
SJ3までの上位入賞者たちが「ザスカー」に招待されたGGOのテストプレイ。20260816とは開催日である2026年8月16日のことである。SJ同様のチーム制だが、「新型NPCが守る拠点を他チームに先んじて制圧する」ことが優勝条件となっている（従来どおりチーム間での戦闘も可能）。難易度が高いため、2回まで蘇生が可能な3ライフ制となっている。
本来の目的は「兵士生活の悪影響により一般社会に戻りきれていない退役軍人に対するショック療法」であり、対象をメディキュボイドを介して記憶をブロックしたうえで仮想の戦場に送り込み、本物により近い環境下で生命の危機を感じさせ、戦場への恐怖を植え付けることを目的としている。そのため、拠点防衛を担当しているのはNPCではなく、患者と医師、その協力者たちである。なお、防衛側は英語、招待プレイヤー側は日本語で話しているが、違和感を与えないため運営側が音声を自動翻訳しているため意思疎通が可能。
ラインなし狙撃
射撃直前までトリガーに指をかけないことで相手に《弾道予測線（バレット・ライン）》を見せず、狙いを付けるテクニック。狙撃の初弾以外でも一方的に攻撃が可能となるが、攻撃側も《着弾予測円（バレット・サークル）》などのシステムアシストを受けられないため、現実とほぼ同様の狙撃の技術が必要となる。作中では着弾予測円を「（狙撃に必要な）計算を全自動でやってくれるコンピューター」に例えており、時雨沢の弁では着弾予測円を用いた狙撃とラインなし狙撃では全自動炊飯器による炊飯と釜と竃による炊飯程の難易度の差があるとのこと。
大会を重ねるに連れてエムやピトフーイ以外にも習得者は少しずつ増えているほか、シャーリーのようないわゆる「プロ」も登場している。
デカネード
威力を大幅に強化された大型プラズマグレネード。通常の3倍の威力があるが、その分だけサイズも大きいため、レンのような手が小さいプレイヤーでは投げられない。実体化したまま被弾してしまうと味方チームの全滅もあり得るため、普段はストレージに収納され、使用の際に取り出されることが多い。
プラズマ弾頭
青く塗られた40mmグレネード弾。アニメ版での見た目はスイッチのような物が付いた鉄色。グレネードランチャー用のプラズマグレネードであり、半径10mを吹き飛ばすデカネード並の威力と400メートルの射程を持つ。その強すぎる威力により、極めて高価かつレアな弾薬となっている。
ヴォーパル・バニー
SJ4よりレンが使い始めた拳銃。GGO内での正式名称は”AM.45”。ピトフーイからプレゼントされたものであり、レンに合わせてカラーリングの変更、パーツの追加が為されている。なお、AM.45はデトニクス・コンバットマスターをモデルとした架空の銃であり、現在作中に登場している中では唯一の「実弾を使用する架空銃」である。

## 既刊一覧

### 小説
| 巻数 | サブタイトル                                              | 発売日         | ISBN              |
| ---- | --------------------------------------------------------- | -------------- | ----------------- |
| I    | スクワッド・ジャム                                        | 2014年12月10日 | 978-4-04-869094-2 |
| II   | セカンド・スクワッド・ジャム〈上〉                        | 2015年3月10日  | 978-4-04-869095-9 |
| III  | セカンド・スクワッド・ジャム〈下〉                        | 2015年6月10日  | 978-4-04-865190-5 |
| IV   | サード・スクワッド・ジャム ビトレイヤーズ・チョイス〈上〉 | 2016年3月10日  | 978-4-04-865818-8 |
| V    | サード・スクワッド・ジャム ビトレイヤーズ・チョイス〈下〉 | 2016年7月9日   | 978-4-04-892110-7 |
| VI   | ワン・サマー・デイ                                        | 2017年3月10日  | 978-4-04-892745-1 |
| VII  | フォース・スクワッド・ジャム〈上〉                        | 2018年6月9日   | 978-4-04-893789-4 |
| VIII | フォース・スクワッド・ジャム〈中〉                        | 2018年8月10日  | 978-4-04-893878-5 |
| IX   | フォース・スクワッド・ジャム〈下〉                        | 2018年12月7日  | 978-4-04-912093-6 |
| X    | ファイブ・オーディールズ                                  | 2020年4月10日  | 978-4-04-913132-1 |
| XI   | フィフス・スクワッド・ジャム〈上〉                        | 2021年11月10日 | 978-4-04-913940-2 |
| XII  | フィフス・スクワッド・ジャム〈中〉                        | 2022年2月10日  | 978-4-04-914142-9 |
| XIII | フィフス・スクワッド・ジャム〈下〉                        | 2023年3月10日  | 978-4-04-914143-6 |
| XIV  | インビテーション・フロム・ビービー                        | 2024年10月10日 | 978-4-04-915907-3 |

### 特典短編小説
| サブタイトル                                                         | 発売日         | 同梱商品                                                   |
| -------------------------------------------------------------------- | -------------- | ---------------------------------------------------------- |
| ガール・ミーツ・ガン 〜P90について・よく分かる・オンライン（PYO）〜  | 2018年9月19日  | 東京マルイ「P-90 バージョン・レン」                        |
| －レンは如何に悩むのをやめ、ピトフーイに闘志を燃やすようになったか－ | 2018年11月28日 | アニメBlu-ray/DVD 第6巻 完全生産限定版                     |
| 彼女のステップ・ステップ                                             | 2019年6月26日  | 神崎エルザ starring ReoNa「Prologue」初回生産限定盤CD      |
| ヴォーパル・バニー誕生秘話 〜あるいは二人のガンマニアの悩み〜        | 2020年4月3日   | 東京マルイ「AM .45 バージョン・レン “ヴォーパル・バニー”」 |
| －ピトフーイとエルザの拳銃日和－                                     | 2021年3月25日  | 東京マルイ「AM .45」                                       |
| －ガール・ミーツ・ガン PLUS－                                        | 2025年4月2日   | 東京マルイ「P-90プラス バージョン・レン」                  |

### 漫画
- 時雨沢恵一（原作）・川原礫（原案）・黒星紅白（キャラクター原案） / たもりただぢ（作画）『ソードアート・オンライン オルタナティブ ガンゲイル・オンライン』、KADOKAWA〈電撃コミックスNEXT〉、全4巻
  1. 2016年10月8日発売[55]、ISBN 978-4-04-892373-6
  2. 2017年11月10日発売[56]、ISBN 978-4-04-893446-6
  3. 2018年11月10日発売[57]、ISBN 978-4-04-912180-3
  4. 2021年3月27日発売[58]、ISBN 978-4-04-913771-2

## テレビアニメ
2017年10月1日に開催された『電撃文庫 秋の祭典2017』にてアニメ化が発表され、2018年4月より7月まで放送された。
制作は、スピンオフ元である『SAO』のアニメ版を手がけたA-1 Picturesではなく、Studio 3Hzが担当する。また、原作者の時雨沢はアフレコのみならず、SEを挿入するダビング作業にも立ち会っている。
第5.5話では時雨沢の脚本による、SJの振り返り総集編が放送された。この回はオープニングに発砲音などの各種効果音が追加されており、また「あとがき」では、レン役の楠木ともりが担当する特殊効果音が使用されている。
初回放送時は第11話と第12話で副音声に録りおろしキャストコメンタリーを付けた再放送が行われ、Blu-ray/DVDにも収録された。
2023年7月15日、第2期の制作が発表され、2024年10月から12月まで放送された。2024年6月17日、3Hzのアニメーション企画・制作事業がA-1 Picturesに承継されたことにより制作スタジオ表記がStudio 3HzからA-1 Picturesに変更されることが発表された。承継後も本作は同じスタッフによって制作された。
ナレーションは第1期では石塚運昇が担当。本編では第1話のみの出番で、主にWeb配信される次回予告を担当している。第2期ではナレーションは採用されず、次回予告もキャラクター同士による掛け合い形式となっている。

### スタッフ
|                                          | 第1期                         | 第2期                      |
| ---------------------------------------- | ----------------------------- | -------------------------- |
| 原作                                     | 時雨沢恵一                    | 時雨沢恵一                 |
| 原作イラスト・ キャラクター デザイン原案 | 黒星紅白                      | 黒星紅白                   |
| 原案・監修                               | 川原礫                        | 川原礫                     |
| 監督                                     | 迫井政行                      | 迫井政行                   |
| シリーズ構成・脚本                       | 黒田洋介                      | 黒田洋介                   |
| キャラクターデザイン ・総作画監督        | 小堺能夫                      | 小堺能夫                   |
| サブキャラクター デザイン・総作画監督    | 秋谷有紀恵、鶴窪久子          | N/A                        |
| メカニックデザイン 銃器作画監督（第2期） | 石口十                        | 石口十                     |
| アクション作画監督                       | 森悦史、戸田麻衣              |                            |
| 設定協力（第1期） 設定制作（第2期）      | 飯田剛士                      | 大貫守健                   |
| 美術監督                                 | 根本邦明                      | 橋本巧                     |
| 美術設定                                 | 成田偉保                      | 伊良波理沙、森川篤         |
| 色彩設計                                 | 手嶋明美                      | 手嶋明美                   |
| 撮影監督                                 | 染谷和正                      | 青木睦希                   |
| 3Dディレクター（第1期） 3D監督（第2期）  | 中島竜生                      | 小川耕平                   |
| 編集                                     | 定松剛                        | 本田優規                   |
| 音楽                                     | Starving Trancer              | DAITA、篠田大介            |
| 音響監督                                 | 明田川仁                      | 明田川仁                   |
| 音楽プロデューサー                       | 山内真治                      | 山内真治                   |
| 音楽制作                                 | アニプレックス                | アニプレックス             |
| プロデュース                             | EGG FIRM、ストレートエッジ    | EGG FIRM、ストレートエッジ |
| プロデューサー                           | 吉岡雄介、二見鷹介、安達薫    | 吉岡雄介、二見鷹介、安達薫 |
| プロデューサー                           | 鈴木健太、青木美里 川上竜太郎 | 橋本渉、植島一輝           |
| アニメーション プロデューサー            | N/A                           | 久保秀彰                   |
| アニメーション制作                       | Studio 3Hz                    | A-1 Pictures               |
| 製作                                     | GGO Project                   | GGO2 Project               |

### 主題歌
| 使用                    | 曲名              | 作詞         | 作曲         | 編曲         | 歌                        |
| ----------------------- | ----------------- | ------------ | ------------ | ------------ | ------------------------- |
| オープニングテーマ      | 流星              | Eir 津波幸平 | 津波幸平     | 津波幸平     | 藍井エイル                |
| エンディングテーマ      | To see the future | Jazzin' park | Jazzin' park | Jazzin' park | レン（楠木ともり）        |
| #12.5エンディングテーマ | レプリカ          | ハヤシケイ   | rui          | 毛蟹         | 神崎エルザ starting ReoNa |

| 使用                                | 曲名          | 作詞                   | 作曲         | 編曲                          | 歌                 |
| ----------------------------------- | ------------- | ---------------------- | ------------ | ----------------------------- | ------------------ |
| オープニングテーマ                  | GG            | rui、ハヤシケイ、ReoNa | rui          | rui、⽑蟹、Sugi from coldrain | ReoNa              |
| エンディングテーマ（第1話～第7話）  | Little Dancer | Jazzin' park           | Jazzin' park | Jazzin' park                  | レン（楠木ともり） |
| エンディングテーマ（第9話～第11話） | Overclock     | Jazzin' park           | Jazzin' park | Jazzin' park                  | レン（楠木ともり） |

### 劇中歌
| 使用                   | 曲名         | 作詞       | 作曲 | 編曲 | 歌                        |
| ---------------------- | ------------ | ---------- | ---- | ---- | ------------------------- |
| 第2話・第3話           | ピルグリム   | ハヤシケイ | rui  | 毛蟹 | 神崎エルザ starring ReoNa |
| 第4話                  | step, step   | ハヤシケイ | 毛蟹 | 毛蟹 | 神崎エルザ starring ReoNa |
| 第5話・第5.5話・第11話 | Independence | ハヤシケイ | 毛蟹 | 毛蟹 | 神崎エルザ starring ReoNa |
| 第6話                  | ヒカリ       | ハヤシケイ | 毛蟹 | 毛蟹 | 神崎エルザ starring ReoNa |
| 第9話・第12.5話        | Disorder     | ハヤシケイ | 毛蟹 | 毛蟹 | 神崎エルザ starring ReoNa |
| 第12話                 | Rea(s)oN     | ハヤシケイ | 毛蟹 | 毛蟹 | 神崎エルザ starring ReoNa |

| 使用               | 曲名           | 作詞       | 作曲 | 編曲     | 歌                        |
| ------------------ | -------------- | ---------- | ---- | -------- | ------------------------- |
| 第8話エンディング  | Toxic          | 毛蟹       | 毛蟹 | 毛蟹     | 神崎エルザ starring ReoNa |
| 第12話エンディング | Oh UnHappy Day | ハヤシケイ | rui  | 小松一也 | 神崎エルザ starring ReoNa |

### 評価
「ニュータイプアニメアワード2017-2018」では作品賞（TV放送＆配信作品）で4位、女性キャラクター賞でレンが6位、主題歌賞で「流星」が6位、サウンド賞でStarving Trancerが5位、監督賞で迫井政行が7位、脚本賞で黒田洋介が6位、キャラクターデザイン賞で小堺能夫が6位、メカデザイン賞で石口十が2位をそれぞれ獲得している。

### 各話リスト
| 話数       | サブタイトル                 | 絵コンテ                                         | 演出                                                                             | 作画監督 | 総作画監督                                     | 初放送日       |       |       |       |       |       |       |       |       |       |       |       |       |       |       |       |       |       |       |
| 第1期      | 第1期                        | 第1期                                            | 第1期                                                                            | 第1期 | 第1期                                          | 第1期          | 第1期 | 第1期 | 第1期 | 第1期 | 第1期 | 第1期 | 第1期 | 第1期 | 第1期 | 第1期 | 第1期 | 第1期 | 第1期 | 第1期 | 第1期 | 第1期 | 第1期 | 第1期 |
| ---------- | ---------------------------- | ------------------------------------------------ | -------------------------------------------------------------------------------- | --- | ---------------------------------------------- | -------------- | ----- | ----- | ----- | ----- | ----- | ----- | ----- | ----- | ----- | ----- | ----- | ----- | ----- | ----- | ----- | ----- | ----- | ----- |
| #01        | スクワッド・ジャム           | 迫井政行                                         | 間島崇寛                                                                         | 金丸綾子 杉田まるみ | 小堺能夫                                       | 2018年 4月8日  |       |       |       |       |       |       |       |       |       |       |       |       |       |       |       |       |       |       |
| #02        | GGO                          | 迫井政行                                         | 山下英美                                                                         | 栗西祐輔 大高雄太 北原章雄 亀田朋幸 | 小堺能夫 秋谷有紀恵 鶴窪久子                   | 4月15日        |       |       |       |       |       |       |       |       |       |       |       |       |       |       |       |       |       |       |
| #03        | ファンレター                 | 島津裕行                                         | 鈴木拓磨                                                                         | 挽本敦子 桐谷真咲 小畑賢 服部益美 櫻井このみ 木下由美子                                                                                                  | 小堺能夫 秋谷有紀恵 鶴窪久子                   | 4月22日        |       |       |       |       |       |       |       |       |       |       |       |       |       |       |       |       |       |       |
| #04        | デスゲーム                   | 島津裕行                                         | 野田泰宏                                                                         | はっとりますみ | 小堺能夫 秋谷有紀恵 鶴窪久子                   | 4月29日        |       |       |       |       |       |       |       |       |       |       |       |       |       |       |       |       |       |       |
| #05        | ラストバトルは私に           | 迫井政行                                         | 長濱亘彦                                                                         | 宮原拓也 青木真理子 向川原憲 吉井勝也 大梶博之 | 小堺能夫 秋谷有紀恵 鶴窪久子                   | 5月6日         |       |       |       |       |       |       |       |       |       |       |       |       |       |       |       |       |       |       |
| #05.5      | ルフラン                     | 上林賢治・中山佳介・石川奈佑（編集ディレクター） | 上林賢治・中山佳介・石川奈佑（編集ディレクター）                                 | 上林賢治・中山佳介・石川奈佑（編集ディレクター） | 小堺能夫 秋谷有紀恵 鶴窪久子                   | 5月13日        |       |       |       |       |       |       |       |       |       |       |       |       |       |       |       |       |       |       |
| #06        | SAO失敗者                    | 入江泰浩                                         | 峯友則                                                                           | 挽本敦子 桐谷真咲 小畑賢 谷口りつ子 坂友加里 櫻井このみ 服部益美 西山忍                                                                                  | 小堺能夫 秋谷有紀恵 鶴窪久子                   | 5月20日        |       |       |       |       |       |       |       |       |       |       |       |       |       |       |       |       |       |       |
| #07        | セカンド・スクワッド・ジャム | 誌村宏明                                         | 佐々木純人                                                                       | 申榮淳 Lee Juhyeon Lee Jio Choi Insub | 小堺能夫 秋谷有紀恵 鶴窪久子                   | 5月27日        |       |       |       |       |       |       |       |       |       |       |       |       |       |       |       |       |       |       |
| #08        | ブービートラップ             | 島津裕行                                         | 鈴木拓磨                                                                         | 飯田剛士 東島久志 金丸綾子 中村深雪 服部聰志 野崎麗子 | 小堺能夫 秋谷有紀恵 鶴窪久子                   | 6月3日         |       |       |       |       |       |       |       |       |       |       |       |       |       |       |       |       |       |       |
| #09        | 十分間の鏖殺                 | 入江泰浩                                         | 佐藤和磨                                                                         | 北條真純 大高雄太 | 小堺能夫 秋谷有紀恵 鶴窪久子                   | 6月10日        |       |       |       |       |       |       |       |       |       |       |       |       |       |       |       |       |       |       |
| #10        | 魔王復活                     | 迫井政行                                         | 飯村正之                                                                         | はっとりますみ | 小堺能夫 秋谷有紀恵 鶴窪久子                   | 6月17日        |       |       |       |       |       |       |       |       |       |       |       |       |       |       |       |       |       |       |
| #11        | イカれたレン                 | 島津裕行                                         | 山下英美                                                                         | 大高雄太 斎藤和也 向川原憲 宮原拓也 金丸綾子 | 小堺能夫 秋谷有紀恵 鶴窪久子                   | 6月24日        |       |       |       |       |       |       |       |       |       |       |       |       |       |       |       |       |       |       |
| #12        | 拍手                         | 迫井政行                                         | 迫井政行                                                                         | 戸田麻衣 飯田剛士 亀田朋幸 東島久志 向川原憲 宮原拓也 金丸綾子                                                                                           | 小堺能夫 秋谷有紀恵 鶴窪久子                   | 7月1日         |       |       |       |       |       |       |       |       |       |       |       |       |       |       |       |       |       |       |
| #12.5      | GALA                         | 迫井政行 島津裕行 入江泰浩 誌村宏明              | 間島崇寛 山下英美 鈴木拓磨 野田泰宏 長濱亘彦 峯友則 佐々木純人 佐藤和磨 飯村正之 | | 小堺能夫 秋谷有紀恵 鶴窪久子                   | 2024年 9月27日 |       |       |       |       |       |       |       |       |       |       |       |       |       |       |       |       |       |       |
| 第2期      |                              |                                                  |                                                                                  | |                                                |                |       |       |       |       |       |       |       |       |       |       |       |       |       |       |       |       |       |       |
| EPISODE 1  | 二度あることは三度ある       | 迫井政行                                         | 國本一穂                                                                         | 小堺能夫 | 小堺能夫                                       | 2024年 10月5日 |       |       |       |       |       |       |       |       |       |       |       |       |       |       |       |       |       |       |
| EPISODE 2  | 大貨車作戦                   | 西山祐樹                                         | 西山祐樹                                                                         | 向川原憲 金丸綾子 | 小堺能夫 向川原憲                              | 10月12日       |       |       |       |       |       |       |       |       |       |       |       |       |       |       |       |       |       |       |
| EPISODE 3  | クラレンスとシャーリー       | 川村賢一                                         | 筑紫大介                                                                         | 亀田朋幸 | 小堺能夫 向川原憲 齊田博之                     | 10月19日       |       |       |       |       |       |       |       |       |       |       |       |       |       |       |       |       |       |       |
| EPISODE 4  | 特別ルール、発動             | 敷島博英                                         | 筑紫大介                                                                         | 服部聰志 小川玖理周 原田峰文 | 小堺能夫                                       | 10月26日       |       |       |       |       |       |       |       |       |       |       |       |       |       |       |       |       |       |       |
| EPISODE 5  | ビトレイヤーズ・チョイス     | 金澤洪充                                         | 國本一穂                                                                         | 小川玖理周 原田峰文 岡崎洋美 佐賀野桜子 苗木陽子 | 小堺能夫 向川原憲 るなむー                     | 11月2日        |       |       |       |       |       |       |       |       |       |       |       |       |       |       |       |       |       |       |
| EPISODE 6  | まだ時間はある攻防戦         | 飯田薫久                                         | 飯田薫久                                                                         | 金丸綾子 原田峰文 岡崎洋美 佐賀野桜子 LEE SANG-MIN | 小堺能夫 向川原憲 るなむー                     | 11月9日        |       |       |       |       |       |       |       |       |       |       |       |       |       |       |       |       |       |       |
| EPISODE 7  | ターン・オーバー             | 田中宏紀                                         | 矢野孝典                                                                         | 亀田朋幸 坂本ひろみ 光の園・アニメーション 橋本健太 | 小堺能夫 向川原憲                              | 11月16日       |       |       |       |       |       |       |       |       |       |       |       |       |       |       |       |       |       |       |
| EPISODE 8  | 決闘                         | 迫井政行                                         | 西山祐樹                                                                         | 服部聰志 鶴窪久子 LEE SANG-MIN 菅原裕幸 岡崎洋美 さのえり 坂本ひろみ                                                                                     | 小堺能夫 向川原憲 るなむー 秋谷有紀恵 齊田博之 | 11月23日       |       |       |       |       |       |       |       |       |       |       |       |       |       |       |       |       |       |       |
| EPISODE 9  | 戦場への招待                 | 川村賢一                                         | 東亮祐                                                                           | 大野勉 佐々木美穂 いのうえりか 所沢映画 | 小堺能夫 向川原憲 秋谷有紀恵 齊田博之          | 11月30日       |       |       |       |       |       |       |       |       |       |       |       |       |       |       |       |       |       |       |
| EPISODE 10 | 悪魔の城                     | 國本一穂                                         | 國本一穂                                                                         | Park Ki-duk Kwon Hee-jae Lee Byung-seok Mo Jung-hee Kim Seong-beom Jang Sang-mi Yun Seung-hyeon                                                          | 小堺能夫 向川原憲 るなむー 齊田博之 秋谷有紀恵 | 12月7日        |       |       |       |       |       |       |       |       |       |       |       |       |       |       |       |       |       |       |
| EPISODE 11 | ピトフーイの突撃             | 飯田薫久                                         | 飯田薫久 三上彩                                                                  | 小島絵美 池津寿恵 橋本健太 久保山誠士 坂本ひろみ 三浦里菜 蟹谷憲正 成松義人 臼井篤史 錦見楽 徳丸輝明 世良コータ 亀田朋幸 藤木泰史 光の園・アニメーション | 小堺能夫 向川原憲 秋谷有紀恵                   | 12月14日       |       |       |       |       |       |       |       |       |       |       |       |       |       |       |       |       |       |       |
| EPISODE 12 | 戦う理由は                   | 迫井政行                                         | 迫井政行 村田裕脩                                                                | 服部聰志 鶴窪久子 徳田夢之介 菅原裕幸 蟹谷憲正 藤木泰史 オコメ 成松義人 小川玖理周 亀田朋幸 光の園・アニメーション                                       | 小堺能夫 向川原憲 るなむー 齊田博之 秋谷有紀恵 | 12月21日       |       |       |       |       |       |       |       |       |       |       |       |       |       |       |       |       |       |       |

### 放送局
| 放送期間                | 放送時間                     | 放送局       | 対象地域   | 備考                      |
| ----------------------- | ---------------------------- | ------------ | ---------- | ------------------------- |
| 2018年4月8日 - 7月1日   | 日曜 0:00 - 0:30（土曜深夜） | TOKYO MX     | 東京都     |                           |
|                         |                              | とちぎテレビ | 栃木県     |                           |
|                         |                              | 群馬テレビ   | 群馬県     |                           |
|                         |                              | BS11         | 日本全域   | BS放送 / 『ANIME+』枠     |
|                         | 日曜 3:08 - 3:38（土曜深夜） | 毎日放送     | 近畿広域圏 | 『アニメシャワー』第3部   |
| 2018年4月10日 - 7月3日  | 火曜 2:05 - 2:35（月曜深夜） | テレビ愛知   | 愛知県     |                           |
| 2018年4月20日 - 7月13日 | 金曜 21:00 - 21:30           | 日テレプラス | 日本全域   | CS放送                    |
| 2019年4月18日 - 7月11日 | 木曜 22:30 - 23:00           | AT-X         | 日本全域   | CS放送 / リピート放送あり |

| 配信開始日    | 配信時間                     | 配信サイト |
| ------------- | ---------------------------- | --- |
| 2018年4月8日  | 日曜 0:00 - 0:30（土曜深夜） | AbemaTV |
| 2018年4月14日 | 土曜 23:30 - 金曜 0:00       | ニコニコ生放送 |
|               | 土曜 23:30 更新              | ニコニコチャンネル |
|               | 土曜 更新                    | dアニメストア GYAO! FOD バンダイチャンネル ひかりTV J:COMオンデマンド ビデオパス アニメ放題 U-NEXT Amazonプライム・ビデオ Netflix あにてれ Rakuten TV DMM.com ビデオマーケット HAPPY!動画 |
| 2018年4月16日 | 月曜 更新                    | ムービーフルPlus |
| 2018年4月18日 | 水曜 更新                    | PlayStation Video |
| 不明          | 不明                         | Hulu |

| 放送期間                 | 放送時間                     | 放送局       | 対象地域   | 備考                                 |
| ------------------------ | ---------------------------- | ------------ | ---------- | ------------------------------------ |
| 2024年10月5日 - 12月21日 | 土曜 0:00 - 0:30（金曜深夜） | TOKYO MX     | 東京都     |                                      |
|                          |                              | とちぎテレビ | 栃木県     |                                      |
|                          |                              | 群馬テレビ   | 群馬県     |                                      |
|                          |                              | BS11         | 日本全域   | BS放送 /『ANIME+』枠                 |
| 2024年10月6日 - 12月22日 | 日曜 1:45 - 2:15（土曜深夜） | テレビ愛知   | 愛知県     |                                      |
|                          | 日曜 2:08 - 2:38（土曜深夜） | 毎日放送     | 近畿広域圏 | 『アニメシャワー』第1部              |
| 2024年10月7日 - 12月23日 | 月曜 22:00 - 22:30           | AT-X         | 日本全域   | CS放送 / 字幕放送 / リピート放送あり |

| 配信開始日    | 配信時間                     | 配信サイト | 備考         |
| ------------- | ---------------------------- | --- | ------------ |
| 2024年10月5日 | 土曜 0:00 - 0:30（金曜深夜） | ABEMA | 見放題配信   |
| 2024年10月8日 | 火曜 0:00（月曜深夜） 更新   | dアニメストア niconico U-NEXT アニメ放題 バンダイチャンネル Hulu Lemino FOD DMM TV TELASA J:COM STREAM milplus見放題パックプライム Netflix Amazon Prime Video Disney+ MBS動画イズム TVer |              |
|               |                              | music.jp ビデオマーケット カンテレドーガ クランクイン!ビデオ Rakuten TV HAPPY!動画 | 都度課金配信 |

### BD / DVD
| Vol. | 発売日         | 収録話                 | オーディオコメンタリー                                                                                              | 規格品番      | 規格品番      |
| Vol. | 発売日         | 収録話                 | オーディオコメンタリー                                                                                              | BD限定版      | DVD限定版     |
| ---- | -------------- | ---------------------- | --- | ------------- | ------------- |
| 1    | 2018年6月22日  | 第1話・第2話           | 第1話：楠木ともり、興津和幸、時雨沢恵一                                                                             | ANZX-14181/2  | ANZB-14181/2  |
| 2    | 2018年7月25日  | 第3話・第4話           | 第4話：楠木ともり、日笠陽子、興津和幸                                                                               | ANZX-14183/4  | ANZB-14183/4  |
| 3    | 2018年8月29日  | 第5話 - 第6話、第5.5話 | 第5話：楠木ともり、興津和幸、朝井彩加                                                                               | ANZX-14185/6  | ANZB-14185/6  |
| 4    | 2018年9月26日  | 第7話・第8話           | 第8話：楠木ともり、日笠陽子、赤﨑千夏                                                                               | ANZX-14187/8  | ANZB-14187/8  |
| 5    | 2018年10月24日 | 第9話・第10話          | 第10話：楠木ともり、赤﨑千夏、朝井彩加                                                                              | ANZX-14189/90 | ANZB-14189/90 |
| 6    | 2018年11月28日 | 第11話・第12話         | 第12話：楠木ともり、日笠陽子、赤﨑千夏、時雨沢恵一 再放送版第11話・第12話：楠木ともり、日笠陽子、興津和幸、赤﨑千夏 | ANZX-14191/2  | ANZB-14191/2  |

| Vol. | 発売日         | 収録話         | オーディオコメンタリー                          | 規格品番      | 規格品番      |
| Vol. | 発売日         | 収録話         | オーディオコメンタリー                          | BD限定版      | DVD限定版     |
| ---- | -------------- | -------------- | ----------------------------------------------- | ------------- | ------------- |
| 1    | 2024年12月18日 | 第1話・第2話   | 第1話：楠木ともり、日笠陽子、興津和幸、赤﨑千夏 | ANZX-16851/2  | ANZB-16851/2  |
| 2    | 2025年1月29日  | 第3話・第4話   |                                                 | ANZX-16853/4  | ANZB-16853/4  |
| 3    | 2025年2月26日  | 第5話・第6話   |                                                 | ANZX-16855/6  | ANZB-16855/6  |
| 4    | 2025年3月26日  | 第7話・第8話   |                                                 | ANZX-16857/8  | ANZB-16857/8  |
| 5    | 2025年4月23日  | 第9話・第10話  |                                                 | ANZX-16859/60 | ANZB-16859/60 |
| 6    | 2025年5月28日  | 第11話・第12話 |                                                 | ANZX-16861/2  | ANZB-16861/2  |

### Webラジオ
2018年2月28日よりWebラジオ『ソードアート・オンライン オルタナティブ ガンゲイル・オフライン』が音泉とHiBiKi Radio Stationにて配信された。当初は隔週水曜の配信であったが、2018年4月18日より毎週水曜の配信になった。同年7月15日には『インターネットラジオステーション＜音泉＞27時間ニコ生放送』内の枠番組として配信された。同年9月26日に番組終了。パーソナリティはレン役の楠木ともりとフカ次郎役の赤﨑千夏。番組内の企画をDVD化した「DVD 楠木ともりのリアル・スクワッド・ジャム!」（商品番号TBBK-1041）が2018年9月26日にタブリエ・コミュニケーションズより発売された。

#### ゲスト
- 第12回（6月6日） - 朝井彩加
- 第14回（6月20日） - 興津和幸
- 第17回（7月18日） - 日笠陽子・興津和幸